# Intu Xanadú
Intu Xanadú (antiguamente llamado Madrid Xanadú) es un centro comercial situado en el municipio español de Arroyomolinos, en la Comunidad de Madrid, junto a la autovía de Extremadura.

## Historia
La concepción del proyecto inicial, que tan solo contemplaba la instalación de una pista de esquí con nieve artificial, fue obra de Al Yalabi Yafar Yawad, un empresario de origen iraquí que compró la empresa española PGC (Parcelatoria Gonzalo Chacón), propietaria del terreno. Antes de empezar la construcción, el grupo estadounidense The Mills se sumó a PGC para añadir a la pista un centro comercial, negocio de su especialidad.
Madrid Xanadú abrió sus puertas el viernes 16 de mayo de 2003 con gran éxito de público, lo cual provocó un atasco de 11 kilómetros de los 27 que la separan de la ciudad de Madrid. La causa del colapso circulatorio fue la falta de accesos: la salida de la vía de servicio de la autovía A-5 al centro comercial se hace todavía hoy por una calzada de un solo carril que va a parar a una rotonda sobre la autovía y no hay ninguna otra carretera que una directamente la ciudad de Madrid y los cercanos municipios de Móstoles (200 000 habitantes) y Alcorcón (160 000 habitantes) con Madrid Xanadú.
[cita requerida]Cuenta con nada más y nada menos que 67 tiendas
Desde el principio contó con la abierta oposición de empresarios, sindicatos y ecologistas de Madrid. El sindicato Comisiones Obreras (CC.OO.) denunció que se incumpliría el Decreto Ley 130/2002, que regula la apertura de comercios en días festivos. Para evitarlo, el Gobierno de la Comunidad de Madrid presidido por Alberto Ruiz-Gallardón emitió otro decreto para declarar Arroyomolinos como municipio turístico, con lo que Madrid Xanadú podría abrir durante los 365 días del año. Entonces la Federación de Comerciantes y Empresarios del Sur de Madrid (FECOESUR) presentó un recurso contra el decreto. Ese mismo año PGC vendió su participación a The Mills, abandonando el proyecto.
En 2006 The Mills vendió Madrid Xanadú por 770 millones a la inmobiliaria canadiense Ivanhoé Cambridge, filial de la Caja de Ahorros e Inversiones de Quebec. En 2016, al ver que el precio de los inmuebles con este tipo de uso estaba repuntando en España, Ivanhoe Cambridge empezó a buscar comprador.
El 10 de marzo de 2017 se cerró la venta por unos 530 millones de euros a Intu Properties, empresa británica igualmente especializada en la gestión inmobiliaria de centros comerciales. Con ello, en diciembre de 2018 el centro se renombró como "intu Xanadú".
El 23 de junio de 2023 arrancaron los actos de celebración por el 20 aniversario de su apertura, contando con la presencia del presentador Luis Larrodera. Durante los meses de julio y agosto se realizaron talleres gratuitos y actuaciones musicales, entre otras actividades.

## Accesos

### En autobús
Para ver la página de cada línea, haga clic en su identificador.
| Línea | Recorrido                                                                  |
| ----- | -------------------------------------------------------------------------- |
| 496   | Fuenlabrada (Hospital) - Moraleja de Enmedio - Arroyomolinos (Xanadú)      |
| 498A  | Móstoles (Estación) - Arroyomolinos (Xanadú)                               |
| 528   | Madrid (Príncipe Pío) - Navalcarnero                                       |
| 529   | Móstoles (Hospital Rey Juan Carlos) - Navalcarnero - El Álamo              |
| 529A  | Móstoles (Hospital Rey J. Carlos) - Navalcarnero - Batres                  |
| 529H  | Móstoles (Hospital Rey Juan Carlos) - Navalcarnero                         |
| 531   | Móstoles (Hospital Rey Juan Carlos) - Navalcarnero - Sevilla la Nueva      |
| 531A  | Móstoles (Hospital Rey J. Carlos) - Navalcarnero - Villamantilla           |
| 534   | Madrid (Príncipe Pío) - Móstoles (Parque Coímbra) - Arroyomolinos (Xanadú) |
| 538   | Madrid (Príncipe Pío) - Navalcarnero (La Dehesa)                           |
| 539   | Madrid (Príncipe Pío) - El Álamo                                           |
| 541   | Madrid (Príncipe Pío) - Villamanta - La Torre E. Hambrán                   |
| 545   | Madrid (Príncipe Pío) - Cenicientos - Sotillo de la Adrada                 |
| 546   | Madrid (Príncipe Pío) - Rozas de Puerto Real - Casillas                    |
| 547   | Madrid (Príncipe Pío) - Villa del Prado - Aldea en Cabo                    |
| 548   | Madrid (Príncipe Pío) - Aldea del Fresno - Calalberche                     |
| N505  | Madrid (Príncipe Pío) - Navalcarnero                                       |

## Distribución

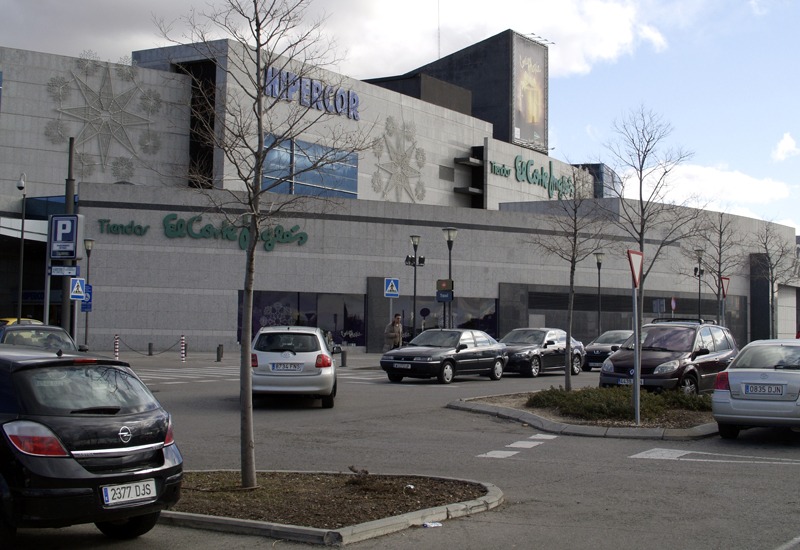
Exterior

Madrid Xanadú fue desarrollado a modo de mall americano.[cita requerida] Cuenta con unas 10 000[¿cuántos?] plazas de aparcamiento circundadas por un vial perimetral o, en la denominación americana, ring road. También dispone de un food court o patio de comidas con capacidad para unos 1000 comensales.[¿cuántos?][cita requerida]
En total este megacentro cuenta con 220 locales, además de un gran almacén El Corte Inglés e Hipercor. Ofrece también otros servicios para los clientes, algunos ejemplos son sala de lactancia, scooters para personas con movilidad reducida, buzón, cajeros o ascensores, tren interior, etc.[cita requerida]
Intu Xanadú cuenta con la certificación UNE EN 170.001-2 en Accesibilidad Universal. Sus usuarios cuentan con bucle magnético y planos en braille con audio en el Servicio de Atención al Cliente, ubicado en plaza Xanadú, Planta Alta.

#### Grandes superficies
- El Corte Inglés

#### Servicios
- Peluquerías y perfumerías: 7
- Regalos: 12
- Servicios: 14
- Ópticas: 5

#### Moda
- Moda: 74
  - Hombre y mujer: 35 (47 %)
  - Hombre: 10 (14 %)
  - Mujer: 19 (26 %)
  - Infantil y premamá: 7 (9 %)
  - Íntima: 6 (8 %)
  - Deportes y aventura: 10

#### Restauración
- Bares y cafeterías: 11
- Comida rápida: 11
- Delicatessen y Heladerías: 4
- Restaurantes: 15

#### Joyería y relojería
- Joyerías y accesorios: 11

#### Accesorios, bolsos y zapatos
- Calzados y bolsos: 17

#### Moda Hogar
- Hogar: 10

### Ocio

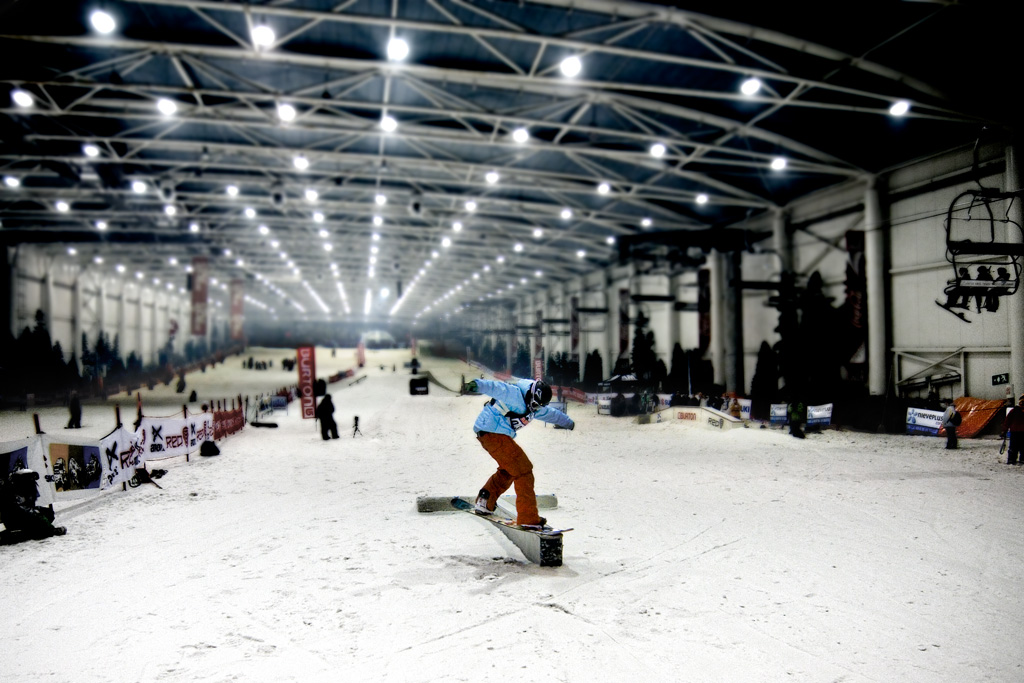
Madrid Snowzone de Intu Xandú

#### Madrid SnowZone
Su principal atractivo fue inicialmente Madrid SnowZone, una gran pista cubierta para hacer esquí o snowboard. Cuenta con dos pistas, la primera, de iniciación para aprender a esquiar, tiene una longitud de 100 metros. La segunda, ya para iniciados esquiadores y "snowboarders", tiene una longitud de 250 metros y cuenta con remontes -"telesilla" y "telesquí"- como los que se pueden encontrar en cualquier estación al aire libre. .

#### Cinesa-Luxe
El cine de Cinesa Luxe de Xanadú cuenta con todas las salas iSense con butacas reclinables. 

#### Bowling Madrid
Esta bolera está situada dentro del centro comercial, dispone de áreas recreativas y cafetería. 

#### Atlantis Aquarium Madrid
Cuenta con un acuario interactivo de grandes dimensiones.

## Horarios de apertura
ZONA COMERCIAL
- Lunes a domingo: 10:00 a 22:00.

RESTAURANTES
- De domingo a jueves: 10:00 a 01:00.
- Viernes y sábado: 10:00 a 02:00.

HIPERMERCADO
- Lunes a domingo: 09:00 a 22:00.